# Ortac
Ortac est un îlot à environ cinq kilomètres à l'ouest de l'île Anglo-Normande d'Aurigny, à proximité de l'îlot de Burhou. Ces deux îles avec les Casquets se trouvent sur la même dorsale de grès.
L'îlot n'est pas habité et abrite une colonie de fous de Bassan.